# Nippy Noya

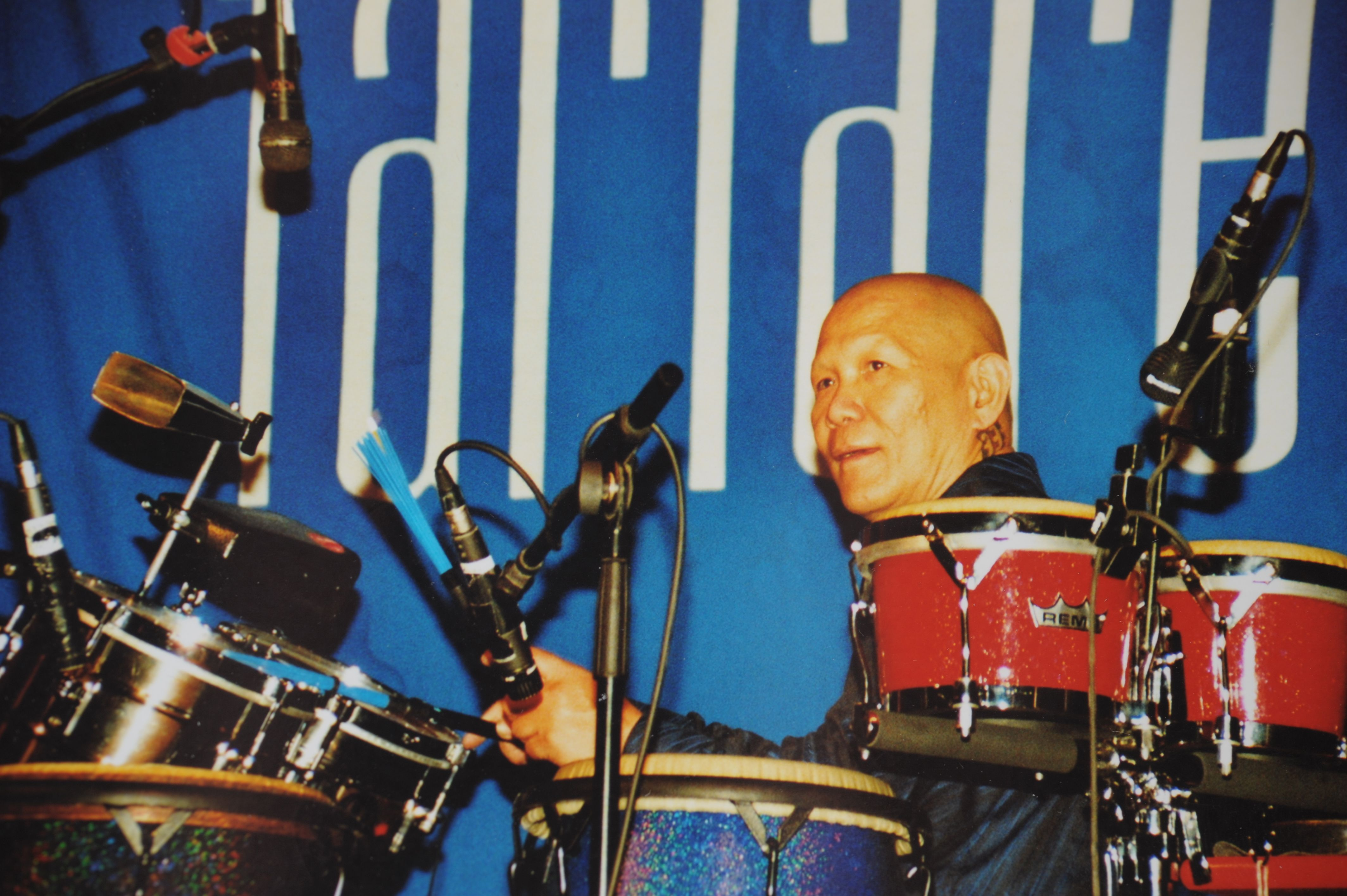
Nippy Noya in concert met farfarello in Music Hall Worpswede, Duitsland (2002)

Nippy Noya (Celebes, 27 februari 1946) is een Nederlands allround-percussionist van Japans-Indonesische komaf. Hij is de zoon van de Japanse taiko-drummer Fusao San Nakato. Noya woont sinds 1951 in Nederland; hij heeft met artiesten uit binnen- en buitenland gewerkt en speelde op meer dan 200 albums, die niet in één genre zijn te vangen. Hij speelde mee met musici als Bert Kaempfert, Jan Akkerman, Rosa King, JJ Cale, Billy Cobham, Eric Burdon, Golden Earring, Group 1850, Doe Maar en de Duitse rockster Udo Lindenberg met wie hij in 2014 weer op tournee ging. Verder gaf Noya vanaf 1992 ruim 20 jaar les aan het Conservatorium van Enschede in de vakken percussie en improvisatie.. 
Noya speelde ook een tijdje in de band van Rob de Nijs, en is onder meer te horen op de single Huis In De Zon.

## Samenwerking met Massada
Noya is vooral bekend als congaspeler van Massada. Van 1975 tot 2016 versterkte hij de percussiesectie van deze latin rock-band; eerst als gastmuzikant en de laatste tien jaar als vast lid. Op 9 september 2016 werd een afscheidsconcert voor hem gehouden in het Paard van Troje, Den Haag. Noya stelde zich nog wel beschikbaar voor matineeconcerten en verleende zijn medewerking aan de live-dvd Baronda die 24 november 2017 in Hilversum werd opgenomen ter gelegenheid van 40 jaar Massada. 
- Gemeinsame Normdatei: 134475186
- International Standard Name Identifier: 0000 0003 9868 6778
- MusicBrainz: 51feb638-0adf-4b31-9c63-b121031951d5
- Nederlandse Thesaurus van Auteursnamen: 111220009
- Virtual International Authority File: 270260377
- WorldCat: E39PBJm97Bgb3dVXxrFttDxFKd